# Балхаський гірничо-металургійний комбінат
Балха́ський гірни́чо-металургі́йний комбіна́т — гірничорудне підприємство в Казахстані. Основний гірничо-промисловий центр — м. Балхаш. Включає Коунрадський, Саякський, Східно-Коунрадський рудники, Балхаську збагачувальну фабрику, металургічне виробництво, завод обробки кольорових металів.

## Історія
На Коунрадському родовищі гірничі роботи ведуться з 1934 р.
З 1941 добуваються молібденові руди на Східно-Коунрадському руднику.
У 1971 введений в експлуатацію Саякський мідний рудник.

## Характеристика родовищ і технологія видобування руди

### Коунрадське родовище
Представлене прожилково-вкрапленим мідно-молібденовим оруденінням, пов'язаним зі штоком ґранодіорит-порфірів. Головні рудні мінерали — халькопірит, молібденіт, пірит. Основні компоненти руд — мідь, молібден, срібло.
Родовище розробляється відкритим способом. Проєктна глибина розробки 470 м.

### Саякський рудник
Розробляє мідне родовище скарновому типу. Геологічна будова його вельми складна, рудні тіла характеризуються уривчастістю, гніздоподібною будовою. Головні рудні мінерали — халькопірит, борніт, магнетит, молібденіт. Основні компоненти руд — мідь, молібден, залізо та інші.
Розробка родовища ведеться відкритим способом. Гірничо-транспортне обладнання — екскаватори.

### Східно-Коунрадський рудник
Видобуває молібденові руди Східно-Коунрадського родовища рідкісних металів, що залягають у гранітному масиві. Родовище представлене крутопадаючими кварцово-ґрейзеновими жилами, середня потужність жил близько 0,7 метра, протяжність по простяганню — від десятків до сотень метрів. Рудні мінерали представлені молібденітом, вольфрамітом, бісмутином та ін.
Східно-Коунрадський рудник веде підземну розробку з магазинуванням руди.

## Збагачення сировини
Руди Коунрадського, Саякського і Північно-Коунрадського родовищ збагачуються на фабриках, застосовуються флотація і магнітна сепарація. Збагачувальні фабрики продукують мідний, молібденовий і магнетитовий концентрати.
Мідний концентрат переробляється на металургійному заводі. З 17 основних елементів, що є в сировині, на комбінаті вилучається 15 (зокрема, отримували молібдат кальцію та перенат амонію).